# Пелешок Софія Іванівна
Софія Іванівна Пелешок (нар. 11 травня 1953, село Цеценівка, тепер Шумського району Тернопільської області) — українська радянська діячка, доярка колгоспу імені Шевченка Шумського району Тернопільської області. Депутат Верховної Ради УРСР 11-го скликання.

## Біографія
Освіта середня.
З 1971 року — обліковець, доярка колгоспу імені Шевченка села Цеценівка Шумського району Тернопільської області.
З 2003 року — приймальниця молока Шумського маслозаводу Тернопільської області.
Потім — на пенсії в селі Цеценівка Шумського району Тернопільської області.

## Нагороди
- орден «Знак Пошани» (1980)
- медалі